# シルバコ
シルバコ (Silvaco, Inc) は株式非公開企業であり、EDA (Electronic Design Automation) ツールおよびTCADプロセス/デバイス・シミュレータのソフトウェア・ベンダーである。1984年にアイヴァン・ペシック博士 (1951年9月13日－2012年10月20日)により設立された。本社をカリフォルニア州サンタクララに置き、世界9拠点、従業員約250人を有する。
シルバコは、CMOS、バイポーラ、SiGeおよび有機半導体分野で、プロセス/デバイス/デザインの自動化によるソリューションを提供している。世界中の大手ファブレス半導体企業、垂直統合型半導体メーカー、ファウンドリ、大学と取引がある。

## 歴史
1984年にアイヴァン・ペシック博士により設立。株式非公開企業として、自己資本による、融資に頼らない経営を展開している。本社は自社ビルである。カリフォルニア州サンタクララの本社と、世界9拠点を構えている。そのうち米国内の拠点は、テキサス州オースティン、マサチューセッツ州ノースケルムスフォード、アリゾナ州フェニックスである。
アイヴァン・ペシックは会社の創設者であり、また2012年に癌で逝去するまで社長兼CEOであった。。

### Simucad社について
2003年、シルバコはEDAのパイオニアだったSimucad社を買収し、IC設計業界老舗としてのブランドと同時にSilosシミュレータとHyperFaultシミュレータを獲得した。
Simucad社はVerilogシミュレーション事業のパイオニアとして、1981年に立ち上げられた。HHB Systems社による買収後、1980年代にDaisy Systems社により再び買収された。1990年代初期には、マネジメント・バイアウトの形でSimucad社は分離独立した
。同社が開発したSILOS III(OVI(Open Verilog International) LRM2.0準拠)は、1993年には日本で発売されていた。回路図面上の信号と対応する信号シミュレーション結果を並行してブラウズすることが可能であり、また故障シミュレーションも統合されたSILOS III は、ワークステーションよりも先にパソコンをサポートし、IBM PC/AT互換機にてWindows 3.1以上、メモリ4Mバイト以上、ハードディスク空き領域4Mバイト以上で動作した。

2004年6月、Simucad社はデラウェア州で、Silvaco Data Systems社から分離独立する形で法人を設立し、IPO計画を発表した。Simucad社は、SmartSpice回路シミュレータを代表とするシルバコのシミュレータ製品およびCAD製品の所有権、ならびに知的財産権すべてを取得した。2010年3月1日、Simucad Design Automation社とSilvaco Data Systems社は合併し、Silvaco, Inc (シルバコ) となった。

## 製品
シルバコは、EDA製品とスタンフォード大学の開発をベースとしたTCAD製品の販売、
サポート、技術サービスにより、半導体のプロセス/デバイス・シミュレーションのソリューションを提供している。取引先は、大手ファウンドリ、ファブレス半導体企業、垂直統合型半導体メーカー、大学など、世界中に広がっている。

### TCAD製品
- Athenaは、プロセス技術者向けのプロセス・シミュレーション製品群であり、半導体製造プロセスの開発と最適化を可能とする。半導体材料へのイオン注入、エッチング、デポジション、リソグラフィ、酸化、シリサイド化など、シミュレーションのプラットフォームとして使用される。コストのかかるウェハ実験をシミュレーションで代替可能にする[11]。

- Atlasは、デバイス技術者向けのデバイス・シミュレーション製品群であり、半導体デバイスの電気特性、光学特性、温度特性のシミュレーションを可能とする。物理ベースのモジュール型で拡張性の高いプラットフォームとして、DC、AC、時間領域応答を、2次元/3次元で解析する。

- Victoryは、3次元プロセス・デバイス製品群である。先進の四面体メッシュエンジンにより、複雑な三次元構造に対して高精度かつ高速なシミュレーションを実現する。
  - Victory Processは、一連のプロセス・フローを網羅するコア・シミュレータと、モンテカルロ法による注入、拡散/酸化、および物理モデルのエッチング/デポジションの3つの高度なシミュレーション・モジュールで構成される。
  - Victory Cellは、デバイスの高速生成を目的として設計された3次元プロセス・シミュレータである。最適なメッシュ生成により、SiC IGBTならびにMOSFET、CMOSイメージセンサなど大規模構造のシミュレーションに最適である。
  - Victory Deviceは、シリコン、2元/3元/4元系材料の3次元デバイス・シミュレータである。DC、AC、時間領域応答を解析する。

- VWF (バーチャル・ウェハ・ファブ) は、物理的なウェハ製造工程を自動化しエミュレートするためのTCAD製品群である。入力、実行およびランタイムの最適化を容易にし、また共有データベースで管理しているフローに、容易にTCADシミュレーション結果を反映させることを可能にする。このツールは、宇宙空間における太陽電池の効率向上にも使用されている[12]。

### EDA製品
シルバコは、アナログ/ミックスド・シグナル/RF、カスタムIC CAD、インターコネクト・モデリング、デジタルCAD分野において、統合的なEDAツールを提供している。
- アナログ/ミックスド・シグナル/RF
  - Utmost IIIは、SPICEモデリング・ツールである。アナログ、デジタル、ミックスド・シグナル、RF用のSPICEモデルを生成する。
  - Utmost IV最適化モジュールは、アナログ/ミックスド・シグナル/RF用のSPICEモデルとマクロ・モデル生成のためのデータベース・ドリブン環境である。
  - Spaynは、統計的パラメータ/歩留まり解析ツールであり、モデルのパラメータ抽出シーケンス、電気的テスト・ルーチン、回路テスト測定の変動を解析する統計的モデリング・ツールである。
  - Gatewayはスケマティック・エディタである。シルバコのアナログ/ミックスド・シグナル/RF設計プラットフォームのフロントエンドであり、シルバコの回路シミュレーション、レイアウト、DRC/LVS/LPE、寄生素子抽出ツールと併せて使用する。
  - SmartSpiceはアナログ回路シミュレータであり、アナログ回路やアナログ/ミックスド・シグナル回路の設計に使用される。クリティカル・ネットの解析、セル・ライブラリのキャラクタライズを可能にする。
  - SmartSpice RFはハーモニック・バランス法を用いたRF回路シミュレータである。定常状態大信号の測定と解析により、マルチトーン信号源駆動のGHz帯RF ICの設計を行う。
  - Harmonyはアナログ/ミックスド・シグナル回路シミュレータである。Verilog、SPICE、Verilog-AならびにVerilog-AMSで記述された回路構成要素のシミュレーションを行い、ランタイム時のSmartSpice回路シミュレータとSilos Verilogシミュレータの機能を動的にリンクさせる。
  - Verilog-Aは、SmartSpiceで使用する言語である。SmartSpiceと組み合わせてVerilog-Aでコンパイルやインタプリットすることで、アナログ/ミックスド・シグナル回路の設計、検証を行う設計者に使いやすい環境を提供する。

- カスタムIC CAD
  - Expertは、レイアウト・エディタである。レイアウトの表示、編集機能、ならびにパラメタライズド・セル (P-Cell) による自動化のためのスクリプト作成が可能である。
  - Guardianは、DRC/LVS/LPE物理検証ツールである。アナログ/ミックスド・シグナル/RFのIC設計検証、デザイン・ルール・チェック (DRC) 実行、レイアウト対スケマティック (LVS) 比較、レイアウト・パラメータ抽出 (LPE) を行う。
  - Hipexは、フルチップ寄生素子抽出ツールである。ナノプロセス技術により、階層レイアウトから寄生容量と寄生抵抗の抽出を行う。

- インターコネクト・モデリング
  - Questは、高周波寄生素子抽出ツールである。RF SPICE解析のため、マルチポート・ネットワークにおける周波数依存インダクタンス、抵抗、容量、容量損失を3次元で計算する。
  - Cleverは、物理ベースの寄生素子抽出ツールである。3次元フィールド・ソルバを使用して、セルのマスク・データと、関連するプロセス情報から抽出した寄生素子をSPICEネットリストに反映する。このプロセスにより、従来のルール・ベースの寄生抽出ツールに起因する精度の問題が改善される。
  - Stellarは、コア寄生素子抽出ツールである。一般的な小規模セル・ソルバとフルチップ抽出ツール間の回路規模の差を補うことができる。

- デジタルCAD
  - Silosは、IEEE-1364-2001準拠のVerilogシミュレータである。FPGA、PLD、ASIC、カスタムLSIのデジタル設計環境において、デバッグ機能を持つ。
  - HyperFaultは、IEEE-1364-2001準拠のミックスド・レベル・フォルト・シミュレータであり、テスト・ベクタの故障検出能力の解析を行う。
  - AccuCellは、キャラクタライズ/モデリング・ツールであり、スタンダード・セル・ライブラリ、I/O、カスタム・セルのキャラクタライズ/検証を行う。
  - AccuCoreは、自動ブロック・レベル・キャラクタライズや、トランジスタ・レベルおよびゲート・レベルのフルチップSTA (スタティック・タイミング解析) を行う。

### PDK (プロセス・デザイン・キット)
シルバコは、アナログ/ミックスド・シグナル/RF設計チーム向けにPDK (プロセス・デザイン・キット) を提供している。これは検証済データ・ファイルの集合であり、カスタムIC設計用EDAツールを組み合わせて設計フローを構築する。データ・ファイルには、スケマティック・シンボル、DRC/LVSルール・ファイル、寄生素子抽出ファイル、ならびに設計データの生成および検証を自動化するスクリプトが含まれている。
ファウンドリのプロセス固有のモデルやシンボル、ルール・デッキをシルバコのカスタムIC設計ツールと統合することで、アナログ/ミックスド・シグナル/RF設計環境を実現する。

## 訴訟
シルバコは、Circuit Semantics Inc. (CSI) 社、Technology Modeling Associates社、MetaSoftware社、Avanti社などに対する企業機密盗用訴訟において、Synopsys社に買収される前のAvanti社から賠償金2千万ドルの支払いを受けている。2008年、シルバコによるCypress Semiconductor社に対する訴訟がカリフォルニア州控訴裁判所に進み、企業機密盗用の出訴期限の開始時期を明確化する判決が出された。判決では、次のように述べている。「盗用を訴因とする場合、出訴期限法は、原告が、第三者が当該の情報が企業機密であることを知っている、または知っていると判断することが合理的であると疑う何らかの理由を持ったとき、適用が開始される。」